# Agneta Pleijel
Agneta Pleijel (ur. 26 lutego 1940 w Sztokholmie) – szwedzka poetka, powieściopisarka, dramatopisarka i tłumaczka.

## Życiorys
Urodziła się w rodzinie Szweda i Indonezyjki. Dzieciństwo spędziła w szwedzkim Lund i w Stanach Zjednoczonych (New Jersey i Kalifornia). Studiowała w Szwecji filozofię, naukę o literaturze i antropologię. Po studiach pracowała jako redaktor i krytyk literacki. Jej mężem jest szwedzki dziennikarz pochodzenia polskiego Maciej Zaremba Bielawski. Wraz z nim tłumaczyła poezje Zbigniewa Herberta. W latach 1988–1990 była prezesem szwedzkiego PEN Clubu. Mieszka w Sztokholmie.

## Twórczość
Jest autorką tomów wierszy Ögon ur en dröm (1981, Oczy ze snu) i Änglar, dvärgar (1984, Anioły, karły), powieści Vindspejare (1987, Kto zważa na wiatr), Hundstjärnan (1989, Psia Gwiazda), Fungi (1993), En vinter i Stockholm (1997, Zima w Sztokholmie) i Lord Nevermore (2000). Bohaterami tej ostatniej są Bronisław Malinowski i Stanisław Ignacy Witkiewicz. Pleijel napisała też m.in. dramaty Ordning härskar i Berlin (1970, Porządek panuje w Berlinie), Kollontaj (1979, Kołłontaj), Några sommarkvällar på jorden (1984, Kilka letnich wieczorów na ziemi) i Standard Selection (2000) oraz scenariusze filmowe Berget på månens baksida  (1981, film 1984, Góra po drugiej stronie Księżyca) i Undanflykten (1986, film 1991, Wymówka). Jej najnowsza twórczość składa się na cykl autobiograficzny: Spådomen: En flickas memoarer (2015, Wróżba. Wspomnienia dziewczynki), Doften av en man (2017, Zapach mężczyzny) oraz Sniglar och snö (2023, Ślimaki i śnieg).

## Nagrody i wyróżnienia
Pleijel utrzymała m.in. nagrodę dziennika „Svenska Dagbladet” (1993), nagrodę Övralid za całokształt twórczości (1999), nagrodę Selmy Lagerlöf (2001), Nagrodę Szwedzkiego Radia za Powieść (2001), Nagrodę Aniary (2001), nagrodę poetycką Gustafa Frödinga (2005),  i Nagrodę Nordycką Akademii Szwedzkiej (2018).

## Recepcja polska
W Polsce ukazały się tłumaczenia powieści Kto zważa na wiatr (przeł. Halina Thylwe), Zima w Sztokholmie (2000, przeł. Grażyna Wąsowicz-Ludvigsson), Lord Nevermore (2003, przeł. Iwona Jędrzejewska, jak również wybór wierszy Anioły ze snu (1995) w przekładzie i opracowaniu Leszka Engelkinga. Nakładem wydawnictwa Karakter ukazały się trzy części jej powieści wspomnieniowej: Wróżba. Wspomnienia dziewczynki (2016, przeł. Justyna Czechowska), Zapach mężczyzny (2017, przeł. Justyna Czechowska) oraz Ślimaki i śnieg (2024, przeł. Justyna Czechowska). W 2017 roku z okazji polskiej premiery Zapachu mężczyzny gościła na Międzynarodowym Festiwalu Literatury im. Josepha Conrada w Krakowie.